# Steenisia elata
Steenisia elata là một loài thực vật có hoa trong họ Thiến thảo. Loài này được (Valeton) Bakh.f. miêu tả khoa học đầu tiên năm 1952.